# 歴史は女で作られる
『歴史は女で作られる』（れきしはおんなでつくられる、原題 フランス語: Lola Montès）は、1955年に製作・公開されたフランスと西ドイツの合作映画である。

## 概要
ローラ・モンテスを描いたセシル・サン＝ローランの小説の映画化であり、マックス・オフュルスが監督、マルティーヌ・キャロルが主演した。
物語の主な舞台となったバイエルン州でロケーションが行われ、イーストマンカラー・シネマスコープ作品として撮影されている。オフュルス監督作で唯一のカラー作品となった。
1955年12月22日、パリで公開された。莫大な製作費を注ぎ込み、三つのヴァージョン（仏、独、英語版）が撮影されたものの、興行的に惨敗した。三種のオリジナル・ネガとともに、フィルムを再編集から守ろうとするオフュルスの戦いは奏効しなかった。フランス語版は、最終的に三つの異なるヴァージョンを持つことになる。(1) 55年12月から上映されたオリジナル・プレミア版――多言語音声、114分、(2) 56年2月版――オリジナルの多言語音声がすべてフランス語に吹き替えられ、四つのシークエンスを削除した110分版、(3) 57年短縮版――物語を時系列に並べ替え、サーカスのシークエンスを短縮して説明のナレーションを添えたもの。
1966年、映画プロデューサーのピエール・ブロンベルジェ（Pierre Braunberger）は彼の製作会社、レ・フィルム・ド・プレイヤード（Les Films de Pléiade）のために『歴史は女で作られる』の権利を獲得し、この作品の現存するすべての素材の買収を進めた。67－68年、彼は90分版からの修復に取りかかる。撮影監督クリスチャン・マトラの助言によって、オリジナル・ネガからカットされたフィルムを求めてヨーロッパ中の現像所をあたり、果てはポジの断片からデュープ・ネガを起こした。当時のフィルム修復の水準ゆえ完全な結果は得られなかったが、ブロンベルジェはその110分ヴァージョンを1969年にフランスとアメリカ（第6回ニューヨーク映画祭）でプレミア公開した。同年全米公開され、準ディレクターズ・カットの初配給となった。しかしこの忠実な修復の試みによっても、『歴史は女で作られる』はオリジナルの色彩・フォーマット・サウンドトラック・完全な上映時間を取り戻すことはできなかった。
ブロンベルジェは1990年に没したが、2006年、彼の娘ロランス（Laurence）はトムスン財団、仏米文化基金、シネマテーク・フランセーズの援助を受けて、再び本作品の修復に乗り出した。
トム・バートン（Tom Burton）監修のテクニカラー社の技術者たちは、不完全なオリジナル・ネガ、ラフ・カット、オリジナルのYCMセパレーション、それに脆く退色した試写用プリントをデジタル化した。さらに作品はデジタル修復を施され、オリジナル素材に傷みを与えることなく、1955年プレミア版の長さを取り戻した。このデジタル・リマスター版は2008年にフランスとアメリカで公開され、2009年にはThe Criterion Collection からDVDとBlu-ray が発売された。同ヴァージョンの日本初公開は2010年（一般公開は11年）、DVDとBlu-ray は紀伊國屋書店から発売されている。

## キャスト
- ローラ・モンテス：マルティーヌ・キャロル（日本語吹替：赤沢亜沙子）
- サーカス団長：ピーター・ユスティノフ（日本語吹替：梓欣造）
- ルートヴィヒ1世 (バイエルン王)：アントン・ウォルブルック
- モーリス：アンリ・ギゾール
- ローラの母：リーズ・ドラマール
- 学生：オスカー・ウェルナー
- サーカスマネージャー：フリードリヒ・ドミン

※日本語吹替：初回放送1974年11月11日『月曜ロードショー』

## スタッフ
- 監督：マックス・オフュルス
- 製作：アルベール・キャラコ
- 脚色：マックス・オフュルス、アネット・ワドマン
- 音楽：ジョルジュ・オーリック
- 音楽監督：ジャック・メテエン
- 撮影：クリスチャン・マトラ
- 編集：マドレーヌ・ギュ
- 美術/プロダクションデザイン：ジャン・ドーボンヌ
- 装置：ロベール・クリスティド
- マルティーヌ・キャロルの衣裳：マルセル・エスコフィエ
- 衣裳：ジョルジュ・アンネンコフ